# Новоукраинка (Близнюковский район)
Новоукра́инка (укр. Новоукраїнка) — село,
Новоукраинский сельский совет,
Близнюковский район,
Харьковская область, Украина.
Код КОАТУУ — 6320684701. Население по переписи 2001 г. составляет 352 (174/178 м/ж) человека.
Является административным центром Новоукраинского сельского совета, в который, кроме того, входят сёла
Новониколаевка и
Холодное.

## Географическое положение
Село Новоукраинка находится в 6-и км от реки Опалиха, рядом урочище Попов Лес.
Вокруг села несколько запруд.

## История
- 1901 — дата основания.

## Экономика
- В селе есть молочно-товарная ферма.
- Небольшой глиняный карьер.

## Культура
- Школа.
- Клуб.

## Достопримечательности
- Братская могила советских воинов. Похоронено 115 воинов.
- Памятник воинам-односельчанам. 1941—1945 гг.